# Grandma Is Still Alive
「Grandma Is Still Alive」（グランマ・イズ・スティル・アライヴ）は、1994年7月21日にフォーライフ・レコード／gütから発売された音楽ユニット・GEISHA GIRLSのメジャー・デビュー・シングル。

## 解説
約26万枚の売上を記録（オリコン調べ）。
ダウンタウンの漫才「誘拐」と「心霊写真」を組み合わせたもの。
ミュージック・ビデオは「Kick & Loud」のみ制作され「COUNT DOWN TV」等では「Grandma Is Still Alive」と組合せた。
リミックス・アルバム『Geisha“remix”Girls』には両曲のリミックスバージョンが収録されている。

## 収録曲
全作詞：Ken & Sho
1. Grandma Is Still Alive（6:01）
  - 作曲・編曲：坂本龍一
2. Kick & Loud（4:32）
  - 作曲・編曲：鄭東和
3. Grandma Is Still Alive（Instrumental）（6:01）